# Juan Costa
Juan Costa Climent (ur. 10 kwietnia 1965 w Castellón de la Plana) – hiszpański polityk i prawnik, parlamentarzysta, w latach 2003–2004 minister nauki i technologii.

## Życiorys
Ukończył studia prawnicze na Uniwersytecie Nawarry, pracował w przedsiębiorstwie konsultingowym Ernst & Young. Zaangażował się w działalność polityczną w ramach Partii Ludowej. W 1993 po raz pierwszy został wybrany na posła do Kongresu Deputowanych. Z powodzeniem ubiegał się o reelekcję w wyborach w 1996, 2000, 2004 i 2008.
W latach 1996–2000 był sekretarzem stanu w resorcie finansów. Następnie do 2003 zajmował stanowisko sekretarza stanu do spraw handlu i turystyki. We wrześniu 2003 dołączył do drugiego rządu José Maríi Aznara jako minister nauki i technologii. Urząd ten sprawował do kwietnia 2004. W listopadzie 2010 zrezygnował z mandatu deputowanego w związku z objęciem dyrektorskiego stanowiska w Ernst & Young.